# 来広営駅
来広営駅（らいこうえいえき）は北京市朝陽区に位置する北京地下鉄14号線の駅である。

## 駅構造

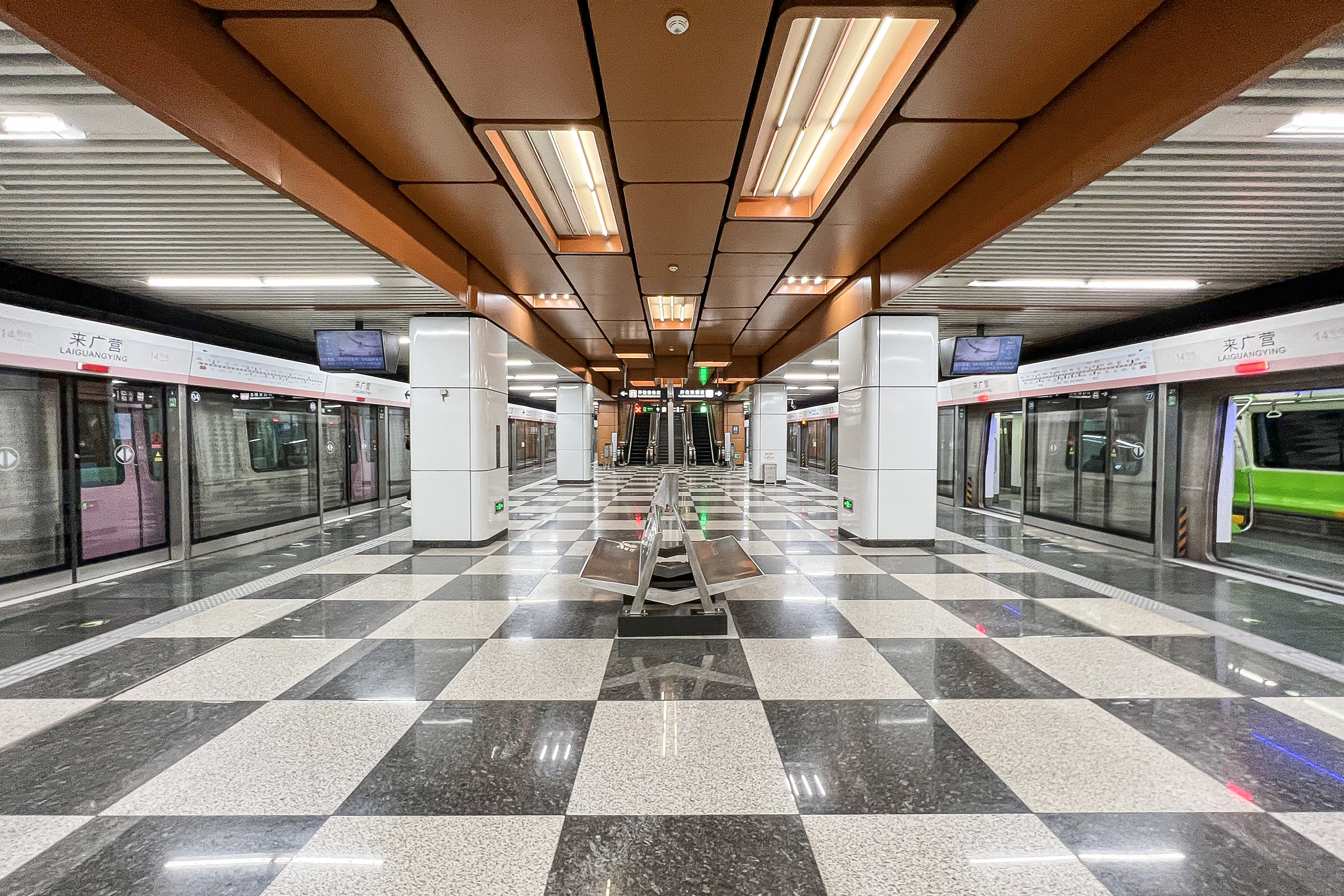
ホーム

島式ホーム1面2線を有する地下駅。開業当初からホームドア設置。

## 駅周辺
- 我愛我家集団（中国語版）本部

## 歴史
- 2014年12月28日 - 北京地下鉄14号線が開業。

## 隣の駅
北京地下鉄
■14号線
東湖渠駅 - 来広営駅 - 善各荘駅